# پرپیخی (ناحیه ریخنوف ناد کنیژنوو)
پرپیخی (به چکی: Přepychy) یک منطقهٔ مسکونی در جمهوری چک است که در ناحیه ریخنوف ناد کنیژنوو واقع شده‌است.